# Lista Point
Der Lista Point (englisch; spanisch Cabo Lista) ist eine Landspitze an der Nordwestküste von Smith Island im Archipel der Südlichen Shetlandinseln. Sie liegt 4,26 km südsüdwestlich des Garmen Point und 2,54 km nordnordöstlich des Batak Point. Ihr vorgelagert sind die Maglizh Rocks.
Die Benennung geht auf argentinische Wissenschaftler zurück.